# العاصفة الاستوائية غابرييل (2007)
«غابرييل العاصفة الاستوائية» عاصفة استوائية انتقلت عبر ولاية كارولينا الشمالية الشرقية قبل أن تتحول إلى البحر. وكان العاصفة المسماة السابعة من موسم الأعاصير في المحيط الأطلسي في عام 2007. غابرييل شكلت كإعصار استوائي في 8 أيلول/سبتمبر حوالي 385 كم (625 كم) جنوب شرق كيب لوكاوت في كارولاينا الشمالية. تتأثر القص الرياح العاصفة لجزء كبير من وجودها، على الرغم من انخفاض مختصر في القص يسمح النظام تعزيز إلى عاصفة استوائية. وفي 9 أيلول/سبتمبر، أدلى غابرييل اليابسة على ساحل كارولينا الشمالية. وانتقل إلى الشمال الشرقي، العاصفة بسرعة تضعف وتوفي في 11 أيلول/سبتمبر. العاصفة انخفض هطول الأمطار الغزيرة قرب موقعها الفعلي من اليابسة ولكن القليل من هطول الأمطار في مناطق أخرى. وكان مجموع الأضرار الطفيفة، وكانت هناك لا حالات الوفاة المبلغ عنها.

## تاريخ العاصفة
جبهة باردة يحتضر انتقل قبالة سواحل جورجيا في 2 أيلول/سبتمبر، ترك مجالاً الغيوم وزخات المطر التي ببطء تحرك شرقا هذا اتلمجال بدأ بتنظيم، وقبل وقت متأخر من يوم 4 أيلول/سبتمبر، العواصف الرعدية تراكمت إلى شرق مركز للنظام. في 5 أيلول/سبتمبر، أبلغت طائرة «إعصار الصيادين» أن النظام لم تصبح بعد إعصار استوائي أو شبه استوائي. الحوض الصغير سبب بعض القص الرياح، التي توقفت العاصفة من الحصول على أي قوة. ومع ذلك، المجال سرعان ما أصبحت مواتية أكثر للعاصفة تعزيز.
وبسبب هذا، بدأت العاصفة تطور، تقريبا في منتصف الطريق بين ولاية كارولينا الشمالية وبرمودا. العاصفة بدأت تتحول ببطء نحو ويستنورثويست. في 7 أيلول/سبتمبر، أصبحت في المركز أقوى قليلاً. في 8 أيلول/سبتمبر، كان اسمه العاصفة «غابرييل العاصفة الاستوائية» من المركز الوطني للأعاصير. في هذا الوقت، كان غبريال حوالي 385 كم (625 كم) جنوب شرق كيب لوكاوت في كارولاينا الشمالية.
بعد أن أصبح أحد الأعاصير المدارية، غابرييل تم العثور على أن تكون في منطقة مع برودة الجو إلى الشمال، الهواء إلى الجنوب والغرب وبعض القص الرياح ودرجات حرارة المياه الأكثر برودة على طول مسار العاصفة الجاف. هذه الظروف جعلت من ذلك العاصفة لا يمكن أن تعزز كثيرا. ومع ذلك، تشكيل عصابة منحنية من العواصف الرعدية في الفروع الشمالية والغربية أن العاصفة،  وأصبحت أفضل تنظيماً في الدورة الدموية. في وقت لاحق، توفي رينباندس، ترك مركز نظام ضغط منخفض بعيداً من منطقة العواصف الرعدية. أن يكون إعصار استوائي قوي، المركز والعواصف الرعدية بحاجة إلى أن يقع فوق بعضها البعض. قريبا، بدأت العاصفة اكتساب المزيد من القوة، وكان مسمى إعادة إلى «غابرييل العاصفة الاستوائية» في 7 أيلول/سبتمبر، في حين يقع حوالي 185 كم (300 كم) جنوب شرق كيب لوكاوت في كارولاينا الشمالية.
القص الرياح انخفض ببطء كالعاصفة مرت عبر تيار الخليج، مما يسمح لعواصف رعدية قوية لتكوين بسرعة بالقرب من المركز، وفي حوالي 15:45 UTC، غابرييل عاصفة استوائية ضربت ساحل كارولينا الشمالية. وكان رياح قوية ربما كما 60 ميلا في الساعة (95 كم/ساعة) في الوقت. العاصفة تحولت إلى الشمال والشمال-الشمال الشرقي،  ودخلت مرة أخرى المحيط في العاشر من أيلول/سبتمبر. غابرييل أضعفت إلى منخفض مداري،  ولا يزال يحتفظ عواصف رعدية متفرقة بالقرب من أنها تتبع على طول الجزء الشمالي من تيار الخليج. قبل منتصف النهار في 11 أيلول/سبتمبر، توفي غابرييل إلى جنوب كندا. بوقت مبكر في اليوم التالي، تم استيعاب مخلفات غابرييل بجبهة باردة أخرى.

## التجهيزات قبل العاصفة
عندما أصبحت غابرييل عاصفة شبه مداري، المركز الوطني للأعاصير بعثت مشاهدة عاصفة الاستوائية من اديستو بيتش، ولاية كارولينا الجنوبية لمدخل ولاية أوريغون في ولاية كارولينا الشمالية، بما في ذلك الصوت بامليكو. كما جاءت العاصفة قريبة للأرض، ويشاهد العاصفة لمناطق جنوب كيب الخوف، كارولاينا الشمالية اتخذ بعيداً. في الوقت نفسه، أعلن تحذير عاصفة الاستوائية من تصفح سيتي، كارولاينا الشمالية إلى ولاية كارولينا الشمالية—حدود الدولة فيرجينيا. وصدر أيضا مشاهدة عاصفة المدارية لأجزاء من شبه جزيرة ديلمارفا وخليج تشيسابيك.
قبل وصول العاصفة، «دائرة الحدائق الوطنية» أغلقت مراكز الزوار والمخيمات على طول «البنوك الخارجي». لحوالي 12 ساعة، تم إغلاق العبارة بين هاتيراس وأوكراكوكي. حاكم ولاية كارولينا الشمالية وضعت فرق الإنقاذ على أهبة الاستعداد. بعض الناس وقيل إلى تشديد أسفل كائنات فضفاضة، والبقاء داخل عندما مر العاصفة.لأنه كان يتوقع أن العاصفة الاستوائية تكون طفيفة، أمرت لا عمليات الأجلاء. في جزيرة أوكراكوكي، أخرجت قوارب للتحضير لغبريال. تهديد العاصفة جعلت من ذلك تم إلغاء مسابقة صيد السمك على شاطئ المحيط الأطلسي.
في الأولى، والمتنبئين، أو الرجال الطقس، لم تكن متأكداً من أين سيذهب غابرييل. وقالوا أنه من الممكن للعاصفة ضرب المناطق حتى الشمال كنيويورك. تم توقع موجات كبيرة والتيارات التمزق، حيث ساعدت قوات خفر السواحل للتحضير للعاصفة في شمال شرق الولايات المتحدة. في كيب كود، ماساشوستس، حلقت طائرة نفاثة على طول الخط الساحلي، إعطاء تحذيرات عاصفة للقوارب البحرية. تم إرسال سفينة تابعة لخفر السواحل البحرية للبحث والإنقاذ. وقيل أن تكون حذرة للغاية في العاصفة البحارة. ومع ذلك، مرت العاصفة أيضا إلى الجنوب مع تأثير ضئيل.

## التأثير
تسببت موجات كبيرة من غابرييل على طول ساحل فلوريدا سيرفر يغرق. وكان حوالي 200 آخرين إنقاذهم من بحر هائج. وقال الناس في نيو سميرنا بيتش، فلوريدا موجات بلغت 6 إلى 9 أقدام (1.8 إلى 2.7 م).
قبل التاسع من أيلول/سبتمبر، بدأت رينباندس الخارجي إعصار ضرب جنوب شرق ولاية كارولينا الشمالية.وقع الرياح العاتية مستمرة على طول الساحل، تصل إلى 44 ميلا في الساعة (71 كم/ساعة) في فريسكو. في بعض الأحيان بهبوب الرياح أقوى؛ وسجلت عاصفة من 61 ميلا في الساعة (98 كم/ساعة) في أوكراكوكي. على طول ساحل كارولينا الشمالية، كانت موجات 10 إلى 12 أقدام (3.0 إلى 3.7 م) عالية. التمزق التيارات تسبب العديد من السباحين يتم إنقاذهم من قبل رجال الإنقاذ.[33] لم يكن هناك كثير المطر من العاصفة في معظم المناطق، ولكن سقطت قرب مركز العاصفة، 9.03 بوصة (229 ملم) من الأمطار.
حيث سقطت الأمطار معظم، شكلت بعض الفيضانات. وهذا يمنع المزارعين من حصاد محاصيلهم. واعتبر الكثير من ولاية كارولينا الشمالية تكون في فترة جفاف، حيث يأمل الناس غابرييل أن جلب المياه اللازمة. ومع ذلك، في معظم المواقع، حدث لا المطر. العاصفة تركت جزءا من ولاية كارولينا الشمالية الطريق السريع 12 جزيرة هاتيراس مغلقة لمدة ثلاث ساعات بسبب الفيضانات. وأغلقت الشوارع أخرى في مدينة مورهيد وقلعة الشقيف. وكان عدد قليل من المباني في المنطقة أضرار طفيفة من الفيضانات. في مقاطعة كارتيريت، مياه الفيضان دولار 5,000 في الضرر. وكان العواصف من غابرييل الصغيرة، فقط 3 أقدام (0.91 [م]) فوق المعدل الطبيعي في جزيرة هاتيراس. عموما كان الضرر في الدولة البسيطة وقتل لا شخص.
عندما كان يسمى العاصفة «غابرييل»، أنها المرة الرابعة التي كان يستخدم الاسم لأحد الأعاصير الاستوائية في المحيط الأطلسي. واستخدمت الاسم سابقا في عام 1989 و 1995 و 2001. لأن «العاصفة الاستوائية غابرييل» لم يكن سيئاً، الاسم غابرييل لا تقاعد وستستخدم لموسم الأعاصير في المحيط الأطلسي عام 2013.

## صفحات اخري
1. 2007 Atlantic hurricane season
2. (https://simple.wikipedia.org/wiki/Subtropical_Storm_Andrea_(2007